# GJC1
GJC1‏ (Gap junction protein gamma 1) هوَ بروتين يُشَفر بواسطة جين GJC1 في الإنسان.

## الوظيفة
هذا الجين عضو في عائلة جينات الكونيكسين. البروتين المُرمَّز هو أحد مكونات الوصلات الفجوية، التي تتكون من مصفوفات من القنوات بين الخلايا تُوفِّر مسارًا لانتشار المواد منخفضة الوزن الجزيئي من خلية إلى أخرى. وقد وُصِفَت متغيرات منقولة مُوصَّلة بطريقة بديلة تُرمِّز لنفس الشكل المتماثل.